# Мирисна река
Река парфема (Сонг Хуонг или Хуонг Гианг; кин: 香) је река која прелази кроз град Хуе, у централној вијетнамској провинцији Тија Тијен Хуе. У јесен, цвеће из воћњака уз реку пада у воду и даје реци арому налик на парфем, отуда и мирис.

## Извор и ток
Реку напајају две реке које извиру у планинском ланцу Труонг Сон. Источна притока река Та Трач креће се од источног дела има преко 55 импресивних водопада према северозападу. Краћа притока река Ху Трач пролази поред 14 водопада и мола Туан или Банг Ланг пре него што стигне до ушћа. Река протиче северно поред седам краљевских гробница династије Нгујен, храмова Хон Чен и Нгоч Тран, затим северозападно кроз равнице Нујет Биу и Луронг Куан, и даље североисточно.

## Околина тока
У средњем току код села Ким Лонг, на брду се налази седмоспратна пагода Тхиен-Му или Линх-Му (пагода небеска женеа, Хан Ту: кин: 天姥 寺), оријентир старог царског града Хуе, на обали реке где су 1963. године започети протести против режима Нго Дин Зјем у граду Сајгон. Река Парфем пролази кроз центар Хуе поред тврђаве Зитаделе (некадашња резиденција царева вијетнамске династије Нгујен), испод моста Чо Хен, или Тунг Бриџ из 1899. године, који је изградио Гистав Ајфел. Следи канал Сонг Донг Ба који се одваја лево и скраћује речни лук и речно острво Чон Хен.

## Ушће
Мирисна река улива се лагуном у Јужно кинеско море у близини Туан Ан. Постоје разне теорије о пореклу овог имена: једно се односи на полен и цвеће који плутају водом у пролеће, друго на мирисно драгоцено дрво које је превезено реком.